# Hymenorchis
Hymenorchis es un género de orquídeas epifitas originarias de Assam hasta Taiwán. Contiene 10 especies. Es originaria del sudoeste de Asia donde se encuentra en Java, Filipinas, Nueva Guinea y Nueva Caledonia.

## Taxonomía
El género fue descrito por Rudolf Schlechter y publicado en Repertorium Specierum Novarum Regni Vegetabilis, Beihefte 1: 994. 1913.

## Especies
- Hymenorchis caulina Schltr., Repert. Spec. Nov. Regni Veg. Beih. 1: 997 (1913).
- Hymenorchis foliosa Schltr., Repert. Spec. Nov. Regni Veg. Beih. 1: 998 (1913).
- Hymenorchis glomeroides J.J.Sm., Nova Guinea 14: 495 (1929).
- Hymenorchis javanica (Teijsm. & Binn.) Schltr., Repert. Spec. Nov. Regni Veg. Beih. 1: 995 (1913.
- Hymenorchis kaniensis Schltr., Repert. Spec. Nov. Regni Veg. Beih. 1: 996 (1913).
- Hymenorchis nannodes Schltr., Repert. Spec. Nov. Regni Veg. Beih. 1: 996 (1913).
- Hymenorchis saccata Schltr., Repert. Spec. Nov. Regni Veg. Beih. 1: 995 (1913).
- Hymenorchis serrata Schltr., Repert. Spec. Nov. Regni Veg. Beih. 1: 997 (1913).
- Hymenorchis serrulata (N.Hallé) Garay, Bot. Mus. Leafl. 30: 192 (1985 publ. 1986).
- Hymenorchis vanoverberghii (Ames) Garay, Bot. Mus. Leafl. 23: 182 (1972).